# Méhészeti Közlöny
A Méhészeti Közlöny 1886-ban Kolozsváron indult méhészeti szakfolyóirat.
Két évi megszakítás után, 1921-ben indult újra, egyesülve Gáll Imre Székely méhészet című hasonló profilú folyóiratával. Az Erdélyi Gazda melléklete, 1927-ig címlapja is közös amazzal. Az EME tulajdona, az erdélyi Méhész Egyesület hivatalos lapja. Szerkesztő Török Bálint, 1938-tól Seyfried Ferenc, 1945-1949-ig Szövérdi Ferenc. Munkatársak, a szerkesztőbizottság tagjaiként: Dálnoki Paál Lajos, Kádár Elemér, László Márton, Boga Lajos, Balázs Péter, Szentpétery György.
A folyóiratot 1950-ben szüntették meg.